# 日食なつこ
日食 なつこ（にっしょく なつこ、1991年5月8日 - ）は、日本の女性シンガーソングライター。岩手県花巻市出身。LD&K所属。

## 概要・人物
岩手県在住のピアノ弾き語りソロアーティスト。身長166cm。
ピアノの経験は長いものの、音楽についてはいわゆる「マニア」ではなく、メジャーな音楽・J-POP全般を聴いて育った。
ジャンルは全く違うが、ピアノは日本の兄弟ピアノ連弾デュオのレ・フレールから影響を受けている。その荒々しく多少音が外れても理屈を超えて心に訴えかけてくる音楽に影響を受けた。
「日食なつこ」という芸名は自分でつけたが、あまり深い意味はない。高校時代から天文学用語などの特殊で難解な言葉が好きで、「日食」という単語も自分のホームページのハンドルネームで使っており、それをアーティストとしてライブする際に使おうということになった。
2017年、音楽ストリーミングサービス「Spotify」にて日本人アーティストとして初めてSpotify Sessionに抜擢され、そのライブ音源「Spotify Live」が世界配信された。

## 音楽性
ピアノの演奏が「歌の伴奏」ではなく、ひとつひとつがリフでもあり旋律でもあるという独特のプレイスタイル。性格的にバンドが組めなかったのとバンドの音を全て鍵盤ひとつでやりたいという気持ちがあったことで、バンドに出来ないことをピアノに詰め込んだ。ピアノソロという形ではあるが、「ストリングス」「ベース」「ギター」などのさまざまな楽器の演奏をピアノで代用することでオーケストラやバンドをひとりでやっているような感覚に近い。ピアノの音にベースやギターを重ねると音程がぶつかるところが多く、どうにかしてピアノを殺さず、勢いを増すだけのアレンジができないだろうかと考えて音を削っていき、最終的にドラムだけが残って打楽器と音階を担当するピアノという最低限の編成になった。
2014年からレコーディングとライブに同じクラシック出身のkomaki（元wrong city、元tricot、元志磨参兄弟）がサポートに入るようになってドラムとピアノの二人体制となり、音楽的に喧嘩ができるようになった。それまではレコーディングの時は一流のアレンジャーに丸投げして、自分の意図を汲み取ってもらって楽曲を制作していた。2017年からはドラム・komakiとの2人編成を軸に、グランドピアノの弾き語りやギター・永田"zelly"健志（シャープ兄弟）&ベース・石村順を迎えたバンド編成も交えながら演奏活動を行っている。
歌詞は辞書から変わった言葉を抽出して語感から組み立てることもある。

## 来歴
※公式サイトのプロフィール等を参照。
9歳からピアノを、12歳から作詞作曲を始める。中学校で吹奏楽に所属し、高校2年の冬から盛岡市のライブハウスで本格的なライブ活動を始める。初めてライブを催す高校一年生を集めたイベントだが学年を偽り、他は全部バンドの中ソロとして参加した。
テレビ朝日系列の音楽番組「ストリートファイターズ」が企画したイベント「ストファイHジェネ祭り'09」に参加し、東北エリア代表としてファイナルステージに出場する。2010年7月15日に番組のプロジェクトとしてファーストアルバム『LAGOON』をリリースする。詞の世界観や本格的な歌声が評価され、レコード会社と未契約で7月20日付iTunesヴォーカルチャートで1位となった。
2011年に初の全国盤『FESTOON』を発表し、以降2012年から2013年に『ARABAKI ROCK FES』『風とロック』『JOIN ALIVE』など大型フェスに出演する。
2014年に上京する。komaki、山口美代子、田中佑司 (bonobos) と3人のドラマーを迎えたミニアルバム『瞼瞼』をリリース。11月に全国7都市を周る全国ツアー「視力検査ツアー」を開催。ドラマーのkomakiが参加し、ドラムとピアノでステージを始める。
2015年4月から「視力再検査ツアー」を開催。2016年1月から「目くらましツアー」を開催。秋に全国のカフェで弾き語るカフェワンマンツアー「遊泳喫茶」を開催。
2017年1月、komaki、名越由貴夫、BLACK BOTTOM BRASS BAND、田中佑司(bonobos)らが参加した初のセルフプロデュースによる8曲入りミニアルバム『逆鱗マニア』をリリース。2月、CMソング「ローカルミーハーのうた」を書き下ろし、本人も出演している福屋不動産販売のキャンペーン「東京ローカルプロモーション」のCMがテレビで放送される。全国ワンマンツアー「マニアたちの親睦会ツアー」開催。春にカフェライブワンマンツアー「遊泳喫茶（2）2017春」を開催。7月から8月にかけ、対バンツアー「炎上交際」全4公演を開催。9月、『鸚鵡』をリリース。11月から翌年1月にかけ、ワンマンツアー「時差呆け矯正ツアー」を開催。
2018年3月から4月にかけ、弾き語りワンマンツアー「遊泳喫茶3 布石編」を開催し、10月に対バンツアー「炎上交際2」全3公演、それぞれを開催する。

## ディスコグラフィ

### 配信限定シングル
| 発売日         | タイトル     | 収録アルバム     |
| -------------- | ------------ | ---------------- |
| 2012年8月1日   | ビッグバード | オオカミの二言   |
| 2019年8月7日   | perennial    | アンチ・フリーズ |
| 2020年4月1日   | 百万里       | アンチ・フリーズ |
| 2020年6月13日  | 四十路       | アンチ・フリーズ |
| 2021年11月3日  | 悪魔狩り     | ミメーシス       |
| 2021年12月22日 | hunch_A      | ミメーシス       |
| 2022年1月26日  | うつろぶね   | ミメーシス       |

### 配信限定作品
| 発売日         | タイトル                           | 収録曲                                                                                     | 備考 |
| -------------- | ---------------------------------- | ------------------------------------------------------------------------------------------ | --- |
| 2019年1月31日  | 2018/12/16渋谷LOFTHEAVENライブ音源 | 1. 空中裁判 (Live ver) 2. お役御免 (Live ver) 3. あしたあさって (Live ver)                 | 一部サブスクリプションでは未配信 |
| 2020年10月21日 | #日食なつこが歌わせてみた          | 1. 水流のロック 2. ログマロープ 3. エピゴウネ 4. 青いシネマ 5. white frost 6. vapor 7. Dig | 配信サイトのランキングを元に制作された公式カラオケミニアルバム。 ハッシュタグ『#日食なつこが歌わせてみた』を付ければこの音源を使用した動画などのアップロードが許可されている。 |

### 参加作品
| 発売日        | タイトル             | 参加曲         | 備考                                                 |
| ------------- | -------------------- | -------------- | ---------------------------------------------------- |
| 2016年2月22日 | とぅしびぃ、かりゆし | オワリはじまり | かりゆし58 10周年記念ベストアルバム ピアノ演奏で参加 |

## タイアップ
| 曲名                   | タイアップ                                                                                  |
| ---------------------- | ------------------------------------------------------------------------------------------- |
| ビッグバード           | 岩手朝日テレビ高校野球テーマソング                                                          |
| 土佐野菜の歌           | 土佐野菜ウェブコマーシャルソング                                                            |
| vapor                  | 映画「テロルンとルンルン」主題歌                                                            |
| ローカルミーハーのうた | 福屋不動産コマーシャルソング NHK総合テレビロコだけが知っているエンディングテーマ            |
| 先進途上人             | Find Job!コマーシャルソング                                                                 |
| perennial              | 新日本製薬コマーシャルソング                                                                |
| ダンツァーレ           | 株式会社パセリコマーシャルソング                                                            |
| hunch_A                | 三井住友カードオールインワン決済端末「stera terminal」コマーシャルソング                    |
| ログマロープ           | 「M-1グランプリ2023」プロモーションビデオソング                                             |
| appetite               | 中京テレビドラマ『こんなところで裏切り飯』主題歌                                            |
| 風、花、ノイズ、街     | 中京テレビ・日本テレビドラマ『こんなところで裏切り飯 〜嵐を呼ぶ七人の役員〜』オープニング曲 |

## 楽曲提供
| タイトル   | 歌手     | 備考                            |
| ---------- | -------- | ------------------------------- |
| 小石のうた | 松本穂香 | 映画「ミュジコフィリア」 主題歌 |

## カバー
| タイトル     | 歌手     | 備考                              |
| ------------ | -------- | --------------------------------- |
| 廊下を走るな | 二宮和也 | カバーアルバム「○○と二宮と」 収録 |

## メディア出演
ラジオ
- 日食なつこの拝啓、あをいめだまの小いぬ（エフエム岩手:2016年4月1日 - 、Date fm:2017年4月2日 - ）
- サウンドクリエイターズ・ファイル（NHK-FM：2022年4月 月替わりDJ）

## 主なライブ

### ワンマンライブ・主催イベント
- 2012年 - 『異常透明』リリースツアー公演 『ループホールの向こう側』
- 2013年 - 『オオカミの二言』リリースツアー仙台公演 〜遠吠えは夜を逆流した〜
- 2014年8月24日 - 10月18日 - ピアノ弾き語りフリーライブツアー“一重瞼ツアー”
- 2014年11月03日 - 23日 - 日食なつこワンマンツアー“視力検査ツアー”
- 2016年1月24日 - 31日 - 日食なつこワンマンツアー“目くらましツアー”
- 2017年1月21日 - 2月19日 - 日食なつこワンマンツアー2017“マニアたちの親睦会ツアー”[24]
- 2017年11月04日 - 2018年1月20日 - 日食なつこワンマンツアー“時差呆け矯正ツアー”[27]
- 2019年2月9日～3月30日 - 日食なつこワンマンツアー“▲Sing well▲Tour”[35]
- 2020年1月25日～2月24日 - 日食なつこワンマンツアー“△Sing better△Tour”[42][注 6]
- 2020年10月11日 - Coins on the table
- 2020年11月29日 - 欄干わたりオンライン -空(KU)-
- 2020年12月13日 - 遊泳喫茶オンライン "Refill please"
- 2021年1月16日 - ミゼレーレ
- 2021年7月2日 - 日食なつこワンマンライブ「白亜」
- 2021年9月8日 - 12月18日 - ドリップ・アンチ・フリーズ Tour
- 2022年4月9日 - 6月4日 - 蒐集行脚
- 2022年10月6日 - 11月26日 - 令和モダニズム